# Церковь Святого Причастия (Нью-Йорк)
Церковь Святого Причастия и Пристройки является историческим зданием епископальной церкви, расположенным по адресу 656—662 Шестая Авеню. Церковь находится в районе Флэтайрон(Утюг) на Манхэттене, Нью-Йорк. В 1966 году церковь признали архитектурным памятником Нью-Йорка, а в 1980 году она была занесена в Национальный реестр исторических мест США. Церковь расположена в историческом районе Дамская миля.

## История
Здание церкви в неоготическом стиле было построено в 1844—1845 годах. Автором проекта был Ричард Апджон. Освящение храма состоялось в 1846 году. В 1853 году Апджон завершил строительство административного здания, а также дома и дворика настоятеля храма со стороны Вест 20й стрит. А в 1854 году было завершено строительство приюта.
Особенностью архитектуры церкви являются асимметричность и неупорядоченная кладка из коричневых каменных блоков. Эта особенность оказала мощное влияние на церковную архитектуру в США во второй половине XIX века.
Церковь Святого Причастия стала первым асимметричным неоготическим церковным зданием в США. Ричард Апджон специально спроектировал здание так, чтобы оно напоминало небольшие приходские церкви в средневековой Англии. Основатель церкви, преподобный Уильям Мюленберг принимал непосредственное участие в разработке проекта. Мюленберг считал, что готический стиль является «истинным архитектурным выражением христианства»
Только что построенная церковь находилась в фешенебельном жилом районе. В конце XIX века город продолжил расширяться на север и район стал частью так называемой «Дамской мили». «Дамская миля» в то время была торговым районом с огромными универмагами и лавками по продаже тканей, готовой одежды, скобяных товаров и всяческих бытовых мелочей. К началу Первой Мировой Войны все магазины переехали на север Манхэттена или закрылись.
К 70 м годам город испытывал серьёзные финансовые проблемы и район оказался практически заброшенным. Не было никаких магазинов, кроме нескольких представительств по продаже автомобилей. В 1975 году из-за снижения количества прихожан было решено присоединить приход к Церкви Голгофы, расположенной на перекрестке Парк-авеню и Ист 21 стрит и Церкви Святого Георгия. А здание «Церкви Святого Причастия» продали некоммерческой организации «Odyssey House» под программу реабилитации наркозависимых. «Odyssey House», в свою очередь, продала здание антрепренёру Питеру Гейшену под ночной клуб. Открытие клуба «The Limelight» состоялось в 1983 году.

### Ночной Клуб
Основная статья клуб «The Limelight»
С 1983 года здание церкви использовалось в качестве ночного клуба. После частых проблем с полицией и обвинений в торговле наркотиками клуб был закрыт. Но в 2003 году вновь открылся под названием «Avalon». «Avalon» был окончательно закрыт в 2007 году.

### Торговый Центр
7 мая 2010 года здание вновь открыли, как розничный торговый центр под названием «Limelight Marketplace». Созданный по замыслу Джека Менаша, бывшего владельца розничного магазина «Lounge», расположенного в Сохо, Джеймса Менсауэра и Мелиски Клисанин, торговый центр представляет собой трехуровневую галерею. В ней находятся более 60 бутиков, продающих ювелирные украшения, одежду и прочие товары. В целях продвижения торгового центра были размещены рекламные объявления на маршрутных автобусах, такси и рекламных щитах. Кроме магазинов в торговом центре есть кафе, пиццерия и прочие заведения, где можно поесть и выпить.